# Де Спингар Базан
«Де Спингар Базан» — афганский футбольный клуб. Выступает в чемпионате Афганистана. Представляет Восточный регион страны.

## История клуба
Клуб был основан в 2012 году в связи с первым национального первенства. В элитную лигу попал в результате отборочных игр. Часть игроков были отобраны в команду в результате кастинг-шоу под названием («Green Field»).

## Сезон 2012
В сезоне 2012 боролся за чемпионство сначала в Группе «A», затем со 2 места вышел в полуфинал. Соперником стал Туфан Харирод.